# Leptothorax kurilensis
Leptothorax kurilensis är en myrart som beskrevs av Alexander G. Radchenko 1993. Leptothorax kurilensis ingår i släktet smalmyror, och familjen myror. Inga underarter finns listade i Catalogue of Life.